# Ашельська культура

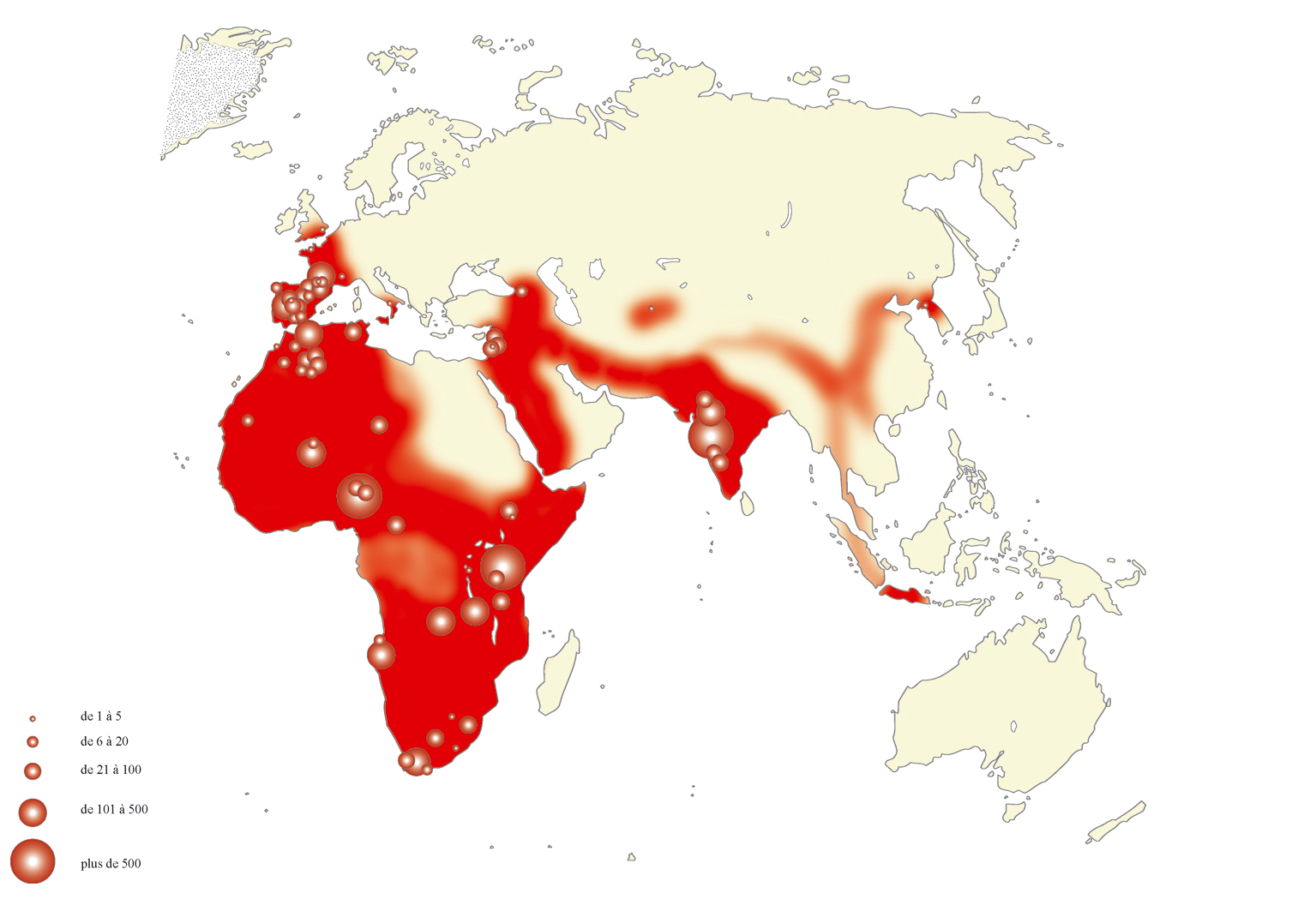

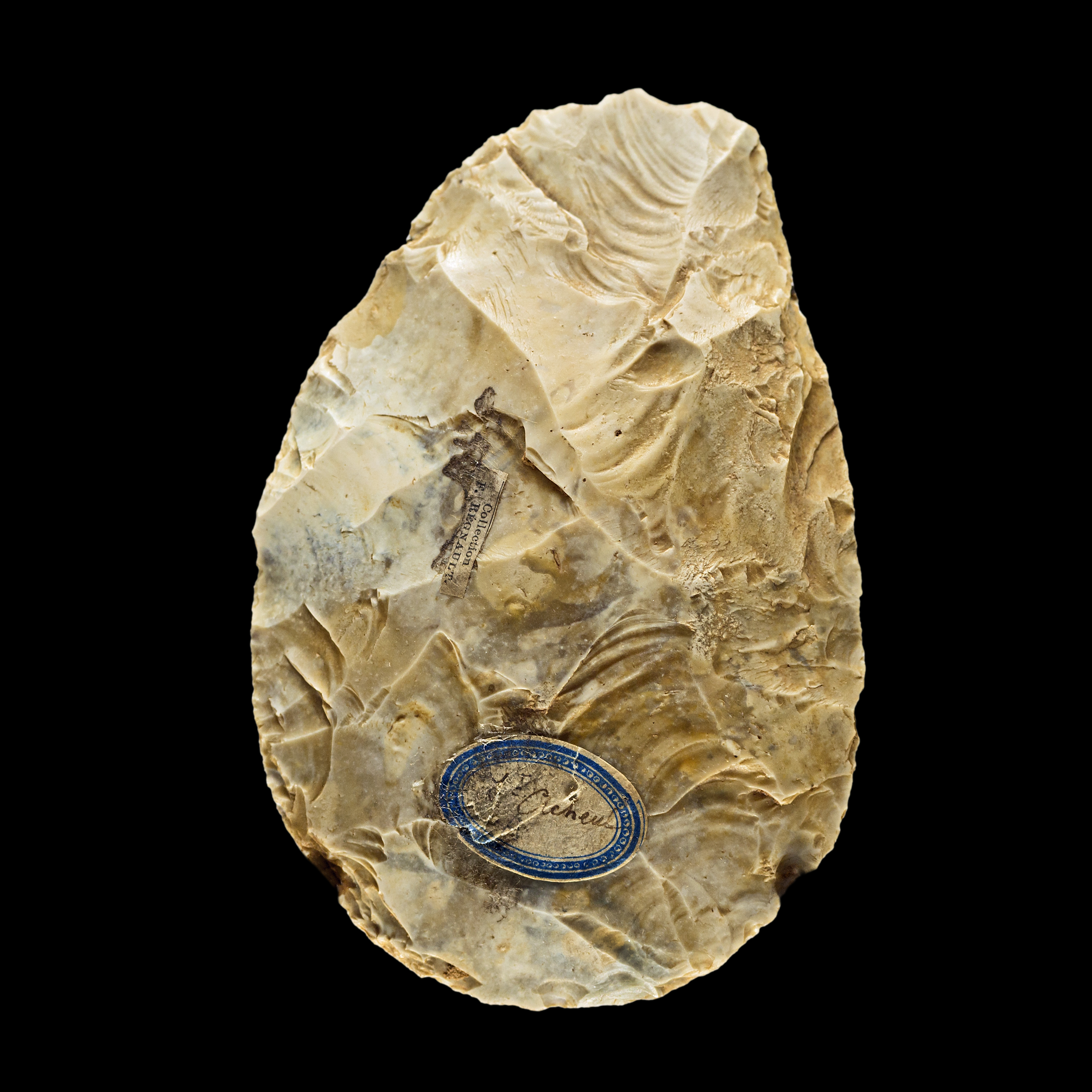
Biface from Saint Acheul

Аше́льська культу́ра — археологічна культура ранньої стадії палеоліту. Назва походить від Сент-Ашель, передмістя Ам'єна на р. Соммі у північній Франції, де були виявлені кам'яні рубила овальної, круглої та витягнутої форм, а також дрібні знаряддя з крем'яних відщепів. Носіями Ашельської культури були різні архантропи (сінантроп, гейдельберзька людина та ін.). Вони жили первісним стадом у печерах та захищених місцях річкових долин, займались збиральництвом, полюванням, користувались вогнем. Ашельська культура поширена у Східній і Західній Європі, трапляються знахідки в Азії та Африці.
В Україні пам'ятки ашельської епохи відкриті поблизу сіл Лука-Врублівецька й Бабин на Дністрі, під Житомиром та в Закарпатті — біля сіл Королеве (Королевська стоянка), Рокосове та ін. Окремі ашельські кремінні знаряддя виявлені в Донбасі неподалік м. Амвросіївка на р. Кринка та м. Ізюм на Сіверському Дінці. 
На початку ашельської епохи в окремих районах Африки ще доживали свій вік останні масивні австралопітеки, але творцями і першими носіями нових традицій обробки каменю були не вони, а архантропи (H. ergaster і H. erectus), чиї кісткові залишки часто залягають в близькому сусідстві з рубилами і кліверами. Така картина була зафіксована на ряді пам'яток Східної Африки (Мала Кунтуре, Олдувай та ін.), Північної Африки (Терніфін і ін.) та Південної Африки (Сварткранс), і вона типова для першої половини ашелю. Однак у більш пізній час в Африці предмети ашельської індустрії виявляються пов'язаними вже не з архантропами, а з палеоантропами (наприклад, на таких місцях, як Бодо, Ндуту та ін.) які, хоча і відрізнялися від своїх попередників в анатомічному відношенні, виготовляли протягом тривалого періоду, загалом, ті ж знаряддя і вели подібний спосіб життя.
В Європу перші людські істоти (очевидно, пітекантропи) потрапили близько 1 млн. років тому з півдня. На захід Європейського континенту вони прийшли з Африки через Гібралтар, а в Центральну та Східну Європу – найімовірніше з Близького Сходу через Балкани. Дискусія між прихильниками кавказького та балканського шляхів первинного заселення території України завершилася перемогою других.  Отже, первинне заселення Східної Європи, мабуть, відбувалося з Балкан та півдня Центральної Європи через територію України. Не випадково найдавніші сліди перебування пралюдей (найімовірніше, архантропів) в Україні досліджені на стоянці Королеве в Закарпатті (Королевська стоянка). Дещо пізнішими є такі стоянки ашельської доби в Україні, як Рокосове та середні шари Королевого в Закарпатті, Лука-Врублівецька на Дністрі, Амвросіївка у Донбасі, Житомирська, місцезнаходження з гальковими знаряддями та рубилами в Криму — Бодрак I—III, Шари, Чокмакли, Гаспра, Кара Куш І, III. Знахідки з цих стоянок нагадують деякі центральноєвропейські матеріали і, можливо, свідчать про нову хвилю мігрантів (можливо, пізніх пітекантропів) із заходу.

## Історія дослідження
Типовою репрезентативною місцевістю Ашельської культури є Сан-Ашель на околицях Ам'єну, центрального населеного пункту департаменту Сомма в Пікардії. Там у 1859 році були знайдені артефакти цієї культури.
Вважається, що першим припущення щодо давнього віку знайдених сокир висловив англійський дослідник Джон Фрер. У 1797 році він надіслав два зразки Королівській академії мистецтв у Лондоні з селища Гоксен у графстві Саффолк. Він віднайшов їх разом з кістками вимерлих тварин у доісторичному озерному заглибленні та дійшов висновку, що сокири були створені людьми, які «не знали металів» і жили «в дуже давні часи, ще до становлення світу в його теперішньому вигляді». Проте ідеї Фрера були відкинуті його сучасниками, які притримувалися тих поглядів на еволюцію людини, що передували теорії Дарвіна.
Згодом французький археолог Жак Буше де Кревкер де Перт (проводив дослідження у 1836—1846 роках) віднайшов нові екземпляри сокир та закам'янілих кісток тварин на терасах ріки Сомми поблизу Аббевіля на півночі Франції. Його припущення теж відкидалися колегами, аж доки один з найзапекліших опонентів де Перта, доктор Марсель Жером РіҐолло, не віднайшов більше зразків біля Сан-Ашеля. Після досліджень геолога Джозефа Пествіча у Аббевілі та Сан-Ашелі попередні припущення щодо належності знайдених предметів до давньої епохи нарешті підтвердились.
У 1872 році французький археолог та антрополог Луї Лоран Ґабріель де Мортільє написав про належність знайдених сокир до культури Сан-Ашель. У 1925 році культура стала зватися Ашельською.
В Україні дослідженням Королевської стоянки займався В. М. Гладилін з 1975 по 1992 рік.

## Датування Ашельської культури
Надання календарних дат і послідовних хронологічних секвенцій у дослідженні давніх кам'яних знарядь часто здійснюється за допомогою одного або більше геохронологічних методів, наприклад, калій-аргонового чи магнітостратиграфічного. Ашельські рубила з Консо, Ефіопії, датуються близько 1,5 млн років тому за допомогою радіометричного датування відкладень, що містять вулканічний попіл. Ашельські знаряддя в Південній Азії також було датовано 1,5 млн років тому. Проте, найдавніші визнані зразки ашельської культури, відомі в наш час, походять із заходу Туркани, області Кенії, і були вперше описані командою французьких археологів. Саме ці знахідки були недавно датовані за допомогою магнітостратиграфічного методу приблизно 17,6 млн роком тому, що робить їх найстарішими не тільки в Африці, але й у світі. Найдавнішим користувачем знарядь ашельської культури був Homo ergaster, який вперше з'явився близько 1,8 млн років тому. Не всі дослідники використовують цю офіційну назву, а відтак, називають цих користувачів ранніми Homo erectus.
З геохронологічного датування осадових відкладень випливає, що ашельська культура виникла в Африці і поширилась по території Азії, Середнього Сходу і Європи десь між 1,5 млн років тому та 800 тис. років тому. В окремих регіонах це датування може значно відрізнятись; в Європі, наприклад, довгий час вважалось, що ашельські методи не досягли континенту раніше приблизно 500 тис. років тому. Однак, новіші дослідження довели, що ручні рубила з Іспанії були зроблені більш ніж 900 тис. років тому.
Відносні методи датування (базовані на припущенні, що технологія з часом прогресує) свідчать про те, що ашельські знаряддя слідували ранішим, грубшим методам виготовлення знарядь, але в ранніх доісторичних каменеобробних культурах є суттєвий хронологічний збіг із очевидними ознаками того, що ашельські знаряддя існували паралельно з менш складними культурами, наприклад, клектонською, а пізніше зі складнішою — мустьєрською. Тому важливо не дивитись на ашельську добу як чітко відокремлений період, або такий, який стався як частина логічної послідовності, а як технологію вироблення знарядь, яка була особливо поширеною в ранній доісторичний період. Величезне географічне поширення ашельської технології призводить до значного розмивання цього терміна, бо він представляє численні місцеві варіації на схожу тему. Ашельська культура не означає, власне, культуру в її сучасному розумінні, а радше примітивний спосіб виготовлення кам'яних знарядь, який набув поширення на значній частині Старого Світу.

## Знаряддя праці ашельскої культури
Приблизно 1,6-1,5 млн років тому до артефактів, характерними для олдувайскої епохи, починають додаватися, поступово змінюючи їх, нові типи виробів, найбільш помітними серед яких є великі, оброблені з обох боків по всій поверхні знаряддя з загостреним кінцем — рубила . Їх поява, власне, і знаменує собою початок ашельскої епохи. Найдавніші знахідки, що зараховують до цієї епохи, є в Пенінджі (Танзанія) і Карарі (Кенія), лише трохи поступаються їм у віці рубила та інші вироби з ряду інших пам'яток Східної Африки (Гадеб, Мала Кунтуре та ін.).
У Південній Африці, в печері Штеркфонтейн знайдено комплекс з кількома грубими біфасами, які в тому числі і нагадують рубила, датуються часом від 1,7 до 1,4 млн . років тому, але чи можна визначати цю індустрію як ашельську, неясно. Ашельські рубила та інші великі двосторонньо оброблені знаряддя (іноді їх всі разом позначають збірним терміном " біфаси ") являють собою логічний розвиток попередніх олдувайских форм виробів, насамперед — чопперів. Рубила можуть мати ті ж контури, що і чопери, але, на відміну від останніх, вони оброблені цілком по обох поверхнях і лише іноді загостренною ретушшю або більш грубою оббивкою кінця протиставлений обушок («п'ята»), покритий кіркою. Рубила бувають списоподібної, серцеподібної, мигдалеподібної та інших форм, краї їх, якщо дивитися в профіль, зазвичай мають звивисті обриси . Всупереч своїй назві, рубила служили не тільки для рубки, а й для різання, теслярства та інших операцій . Це були багатофункціональні знаряддя, що використовувалися людьми у найрізноманітніших ситуаціях. Однією з важливих функцій найдавніших рубил була обробка дерева, про що свідчать, зокрема, матеріали вже згадуваного місцезнаходження Пеніндж. Вивчення слідів зносу на робочих краях біфасів з цього пам'ятника дозволило виявити найдрібніші скам'янілі частинки деревного походження — так звані фітоліти, — які залишилися на знаряддях після їх використання.
Цікаво, що, як давно вже було відмічено багатьма археологами, ашельські рубила часто мають набагато більш досконалу форму, ніж це необхідно для виконання їхніх фізичних функцій. У зв'язку з цим навіть висловлювалося припущення, що « симетрія і досконалість обробки деяких з ранніх ашельських місцезнаходжень рубил, що виходять, безумовно, за рамки основних утилітарних потреб, можуть відображати перший прояв естетичного сприйняття форми».
Іншим типом біфасів, характерним для ашелю і невідомим в попередню епоху, є клівер. Клівер часто виготовляли на великих відщепах. Від рубил їх відрізняє, насамперед, широкий робочий кінець, який не має додаткової обробки. наявність такого кінця надає кліверу сокироподібну в цілому форму. Решта поверхні виробів оббита, краї можуть бути оформлені ретушшю. Як і рубила, клівер могли використовуватися для виконання декількох видів роботи. Зокрема, вони застосовувалися для різних операцій, пов'язаних з обробленням туш тварин. Чопери також продовжують зустрічатися на багатьох ашельських місцезнаходженнях пам'яток, особливо на найдавніших.
У порівнянні з олдувайським періодом, в ашелі стає більше знарядь на сколах. Форми останніх часто випадкові і вторинна обробка, як правило, зачіпає лише незначні ділянки, не змінюючи істотно первинних обрисів виробів, але іноді зустрічаються вже деякі чітко виражені типи. Зокрема, з'являються справжні скребла — відщепи з довгим ретельно ретушованим робочим краєм (одним або декількома), а також ножі, у яких, окрім леза, є і зручний для захоплення рукою обушок, природний або створений крутою (прямовисною) ретушшю. Ашельські нуклеуси, призначені для отримання відщепів, набувають досить специфічний вигляд і, як правило, легко відрізняються від знарядь. Починаючи з ашелю, основним видом сировини для виготовлення кам'яних знарядь в більшості регіонів стає кремінь, який зберігає своє значення протягом усього палеоліту.
До ашельського часу відносяться перші достовірні свідчення існування дерев'яних виробів. У числі знахідок такого роду — фрагменти копій з Амброне (Іспанія) і Клектонон-Сі (Англія), а також явно оброблена людиною дерев'яна річ зі стоянки Джіср Бенот Яків (Ізраїль). У Каламбо Фоллз в Замбії серед уламків дерева було виявлено кийок, який імовірно зробили і використовували гомініди. Особливо цікаві ялинові списи та інші дерев'яні знаряддя, виявлені нещодавно на нижньопалеолітичній стоянці Шенінген в Німеччині. Добре збережені в торф'яних відкладеннях списи, виготовлені за одним стандартом, мають ретельно загострені кінці і приблизно однакову довжину (близько або трохи більше 2 метрів у цілих екземплярів). Геологічні умови залягання знахідок не залишають сумнівів у тому, що їх вік складає не менше 300 тисяч років.
Поряд з каменем та деревом, в ашелі для виготовлення знарядь використовували також кістку. На деяких пам'ятках цієї доби кістяні вироби зустрічаються у досить великих кількостях. При цьому, однак, вони майже завжди є незначно модифікованими предметами, або знаряддями, морфологічно ідентичні кам'яним і виготовлені, як і останні, за допомогою оббивки і ретуші. Крім того, дуже часто кістки використовувалися в якості знарядь і без будь-якої додаткової обробки. Протягом тривалого періоду свого існування, що розтягнувся більш ніж на мільйон років, ашельський збройний набір, не зазнав значних змін. І для ранніх, і для пізніх ашельських пам'яток характерні в основному одні й ті ж типи виробів, виготовлених із використанням східних методів. Лише в наприкінці доби в кам'яних індустріях окремих регіонів з'являються нові своєрідні риси, які свідчать про початок періоду змін у матеріальній культурі. Деякі з цих індустрій розглядають як перехідні між нижнім і середнім палеолітом і позначають особливими термінами. Так, наприклад, ябрудьєн на Близькому Сході відрізняється від класичного ашелю, насамперед, великою кількістю масивних скребел специфічного вигляду, або сангоан в Африці на південь від Сахари, що виділяється завдяки присутності в інвентарі пам'яток так званих пік (подовжених біфасів з трикутними або чотирикутними перетинами) і ряду інших форм, не властивих для місцевого ашелю.